# Внутренний альянс
«Внутренний альянс» (англ. Inner Alliance, нем. Innerer Bund) — абстрактная картина русского художника Василия Кандинского, написанная в 1929 году и хранящаяся в Галерее Альбертина, Вена, Австрия.

## Описание
Композиция полотна разделена по вертикали: левая половина имеет жёлтый фон, правая — чёрный. Резкий контраст между двумя половинами создаёт динамическое напряжение, в то время как геометрические фигуры и линии вызывают ощущение порядка и структуры. На левой стороне отображены три геометрические фигуры, написанные оттенками коричневого цвета, перекрывают друг друга, создавая ощущение глубины. Тонкая чёрная линия проходит вертикально через центр фигур, заканчиваясь у нижнего края. Слева от этих фигур вертикально расположены три чёрных круга. В левом верхнем углу находятся полумесяц и круг белого цвета. Три геометрические фигуры, две красные и одна синяя, расположены слоями у основания коричневых фигур. Под ними частично видна белая форма, напоминающая чашу. На правой половине геометрическая композиция из красных и белых линий напоминает схематическую диаграмму или план города. Синий круг, обведённый красным, доминирует на правой стороне этой композиции.